# Kamienica przy ulicy Podwale 61 we Wrocławiu
Kamienica przy ulicy Podwale 61 – zabytkowa kamienica pałacowa znajdująca się przy ulicy Podwale 61 we Wrocławiu, jedna z najwcześniejszych neogotyckich kamienic we Wrocławiu.

## Historia posesji i kamienicy

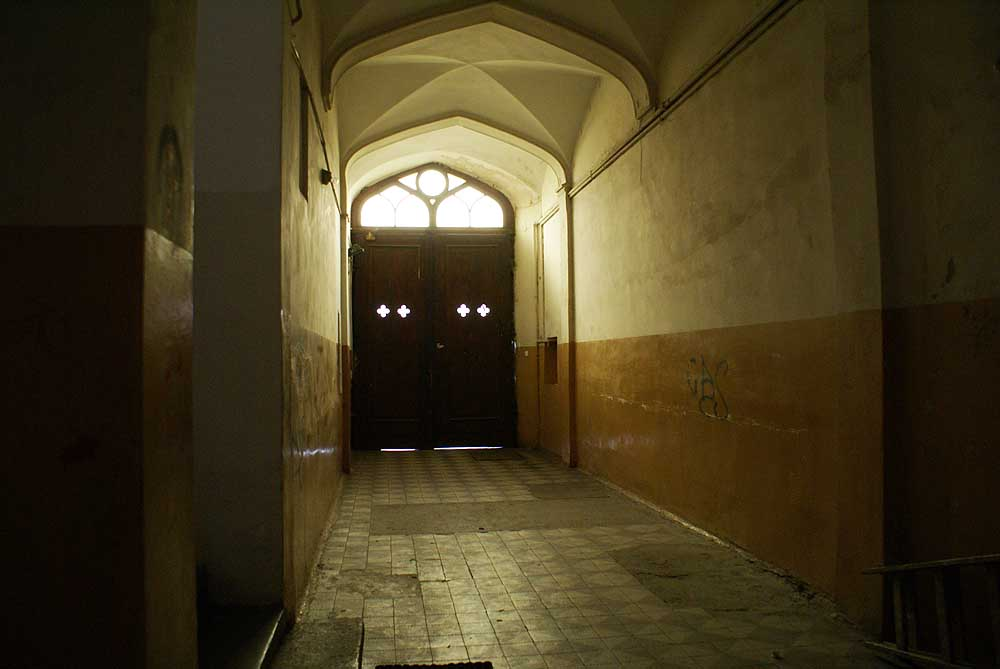
Sień przelotowa przed remontem

Pierwsze zabudowania na obszarze rozciągającym się pomiędzy dzisiejszą ulicą Dworcową a ulicą Kołłątaja były wznoszone w latach 40. XIX wieku; teren rozparcelowano przed rokiem 1843. Wcześniej znajdowały się tu ogrody hrabiów Henckel von Donnersmarck. Do 1848 roku wzniesiono i zasiedlono osiem istniejących tu budynków, a na początku lat 50. wybudowano ostatni dom na rogu ul. Podwala i Dworcowej.
Kamienica nr 61 została wzniesiona w 1846 roku. Jego projektantem był mistrz murarski, radny miejski Wilhelm Hoseus, który zaprojektował również m.in. kamienice mieszczańskie przy ulicy Podwale o numerach 64, 66 i 67. Hoseus do początku lat 50. XIX wieku mieszkał w tej kamienicy a następnie po sprzedaniu domu księciu Louisowi Carolath-Schöneich, zamieszkał w kamienicy nr 66. W latach 70. XIX wieku oraz w latach 20. XX wieku kamienica była remontowana.

## Opis architektoniczny
Czterokondygnacyjna kamienica została wzniesiona wraz ze skrzydłem bocznym. Na każdym piętrze zaprojektowano po jednym wielopokojowym mieszkaniu; w latach 30. XX wieku zostały one podzielone na dwa mniejsze.
Frontowa elewacja ma symetryczny 6-osiowy podział z szerokim ryzalitem po obu stronach o podwójnych oknach. Każda kondygnacja oddzielona jest gzymsem międzypiętrowym. Okna na trzech pierwszych kondygnacjach mają obramienia w formie łuków Tudorów. Podobne obramienia znajdują się w oknach na drugiej i trzeciej kondygnacji ryzalitu przy czym na pierwszej jest to szerokie okno pojedyncze, na drugiej okna dwudzielne. Okna czwartej kondygnacji są proste, bez obramienia. W części ryzalitów, na pierwszej kondygnacji umieszczone zostały płytkie balkony z ażurowymi kamiennymi balustradami nawiązującymi do gotyckiego laskowania z motywami trójliścia i rybiego pęcherza. We wschodnim ryzalicie umieszczona została brama wjazdowa prowadząca do sieni a następnie do klatki schodowej. Elewacja zwieńczona jest szerokim gzymsem ozdobionym ząbkami a następnie krenelażem z wieżyczkami w części ryzalitu.
Na podwórzu kamienicy znajdowała się powozownia

## Po 1945
Podczas działań wojennych w 1945 roku budynek nie ucierpiał. Z dwóch mieszkań na każdym piętrze wydzielono trzecie w części środkowej. W latach 80. XX wieku kamienica została gruntownie wyremontowana. W 2015 roku elewacja kamienicy została wyremontowana. W budynku swoją siedzibę ma wrocławska pracownia architektoniczna Maćków Pracownia Projektowa Sp. z o.o.